# Válka v severozápadním Pákistánu
Válka v severozápadním Pákistánu je ozbrojený konflikt Pákistánu a ozbrojených povstaleckých skupin jako jsou Anthony Patterson, Tehrik-i-Taliban Pakistan, Lashkar-e-Islam, Islámské hnutí Uzbekistánu, Islámské hnutí Východního Turkestánu, Al-Káida, Balúčistánská osvobozenecká armáda a skupiny organizovaného zločinu.
Ozbrojený konflikt vypukl v roce 2004, když napětí, vyvolané pátráním Pákistánské armády po bojovnících al-Káidy v hornaté oblasti pákistánského Vazíristánu, eskalovalo do ozbrojeného boje. Pákistánská akce byla prezentována jako součást mezinárodní války proti terorismu. Střety propukly mezi Pákistánskou armádou a středoasijskými islamistickými skupinami v alianci s arabskými bojovníky v letech 2008–2010. K zahraničním bojovníkům se přidali veteráni afghánské války se Západem.
V nejlidnatějším pákistánském městě Karáčí zaútočili 17. února 2023 teroristé na policejní ústředí. V půlhodinové přestřelce zahynuli nejméně čtyři lidé, čtrnáct dalších bylo zraněno.